# Монохромный щит

Герб первых сеньоров д’Альбре

Монохромный щит — геральдический щит, на котором представлен только один из традиционных цветов (металл или цвет). Такой щит без изображений был известен как «щит ожидания», так как рыцарь — владелец такого щита — пребывал в состоянии «ожидания». Его действия были направлены на героические свершения, подвиги, победы на рыцарских турнирах, после чего он мог увековечить на гербе значимые символы своих побед. В некоторых случаях, щит оставался одноцветным по иным причинам. Так, в Ирландии не были распространены рыцарские турниры и поэтому не было повода для дополнительного возвеличивания владельца на его щите. Также в литературе указывется, что щит мог оставаться одноцветным в тех случаях, если рыцарь подражал героям артуровского цикла. В текстах XII века и на миниатюрах XIV века прославленный рыцарь Круглого стола Персеваль являлся обладателем гладкого щита, окрашенного только в красный цвет. По словам французского историка Мишеля Пастуро, это «единственный в своем роде герб, добытый в победе над могучим и ужасным рыцарем…».
Родовой герб сиенской семьи Бандинелли представляет собой редкий случай полностью золотого поля. Полностью серебряными (белыми) щитами владели семейства Манезес (Майорка), Арджентино (Венеция), Зграйя (Польша). На гербах французского рода Альбре находился только красный цвет, а у французских семей де Турне и Дегабе д’Омбаль — только чёрный.